# Africophilus congener
Africophilus congener är en skalbaggsart som beskrevs av Omer-cooper 1969. Africophilus congener ingår i släktet Africophilus och familjen dykare. Inga underarter finns listade i Catalogue of Life.